# Perdita brachyglossa
Perdita brachyglossa là một loài Hymenoptera trong họ Andrenidae. Loài này được Timberlake mô tả khoa học năm 1971.